# Onthophagus konoi
Onthophagus konoi là một loài bọ cánh cứng trong họ Bọ hung (Scarabaeidae).